# بيترو كورسي
بيترو كورسي (بالإيطالية: Pietro Corsi)‏ هو مؤرخ علوم إيطالي، ولد في 20 يوليو 1948 في ترييستي في إيطاليا.